# Carmen Barth
Carmen Barth, född 13 september 1912 i Cleveland, död 17 september 1985 i Lorain, var en amerikansk boxare.
Barth blev olympisk mästare i mellanvikt i boxning vid sommarspelen 1932 i Los Angeles.